# Икауниекс, Янис Янович
Янис Янович Икауниекс (латыш. Jānis Ikaunieks, 1912—1969) — латвийский астроном, основатель и первый директор (1958—1969) обсерватории Латвийской академии наук.

### Биография
Родился в Риге, в 1937 окончил Латвийский университет. До 1944 преподавал в средней школе, в 1944 поступил в аспирантуру по астрономии при МГУ, где учился под руководством П. П. Паренаго, и одновременно начал преподавать в Латвийском университете. По инициативе Икауниекса в 1946 при Институте физики и математики АН ЛатвССР был организован сектор астрономии, со временем выросший в Радиоастрофизическую обсерваторию АН ЛатвССР, которую он возглавлял до конца жизни.
Основные труды в области исследований красных гигантов. Указал на связь морфологических характеристик системы углеродных звезд с их пространственным распределением и кинематикой; показал, что нестационарные углеродные звезды образуют более плоскую подсистему, чем углеродные звезды постоянного блеска. Изучил пространственное распределение и кинематические характеристики красных гигантов других типов, в частности долгопериодических переменных звезд. Руководил фотометрическими исследованиями красных звезд, созданием каталога их собственных движений.

### Научные интересы
В Государственном Астрономическом институте им. П. К. Штернберга (ГАИШ) Московского государственного университета (МГУ) им. М. В. Ломоносова защитил (1951) диссертацию «Пространственное распределение и кинематика углеродных звёзд» (научный руководитель — профессор МГУ П. П. Паренаго) и получил учёную степень кандидата физико-математических наук. Там же, в Москве, на заседании Учёного совета ГАИШа 3 апреля 1969 защитил диссертацию «Исследование звёзд красных гигантов» на соискание учёной степени доктора физико-математических наук (специальность астрономия и небесная механика).[3]
Его монография «Углеродные звёзды» (1971, соавтор З. К. Алксне) в США переведена на английский язык (Carbon Stars. Z. K. Alksne and Ya. Ya. Ikaunieks; translated and edited by John H. Baumert. — Tucson, Arizona: Pachart Publishing House, 1981. — 182 p.)[4].

### Популяризация науки
Я. Икауниекс уделял большое внимание общественной работе и популяризации достижений астрономии и других наук. По его инициативе создано Рижское отделение Всесоюзного Астрономо-геодезического общества (РО ВАГО, нынче Латвийское Астрономическое общество), был его первым председателем (1947—1961). Под руководством Икауниекса РО ВАГО начало издавать Астрономический календарь на латышском языке, Икауниекс был ответственным редактором этого издания (1953—1970); основан ежеквартальник «Zvaigžņotā debess» http://www.astr.lu.lv/zvd/ («Звёздное небо», https://web.archive.org/web/20160305012628/http://www.lu.lv/zvd/2012/pavasaris/soderzanije/) - один из первых научно-популярных изданий в Советском Союзе, Икауниекс был его первым ответственным редактором (1958—1969). За интенсивную работу в популяризации науки награждён (1967) орденом Ленина[2] — высшей наградой Советского Союза.
По старинной традиции астрономов Я. Икауниекс похоронен на территории созданной им Балдонской обсерватории неподалёку от павильона главного телескопа — первоклассного телескопа Шмидта (Schmidt telescope 80/120/240 cm, Carl Zeiss, Jena, ГДР), с приобретением которого на основе представленных Я. Икауниексом планов и соображений Балдонская обсерватория заняла должное место среди других астрономических учреждений СССР, ведущих наблюдения на уровне современной науки.[1]
Более сложно оказалось реализовать другой проект Я. Икауниекса — изготовить на месте современный инструмент для радиоастрономических наблюдений — радиоинтерферометр с переменной базой с параболическими антеннами, но отсутствие необходимых средств не позволило выйти из стадии подготовительных работ.[1]
Малая планета 2010 GC158 = Nr. 284984 названа именем «Ikaunieks»[6]: дата открытия: 2010 04 12; место открытия: Балдоне; открыватели: Эглитис И. (Латвия), Чернис К. (Литва).
Награждён орденом Ленина (1967).
В 2009 почта Латвии выпустила тиражом 400 000 почтовую марку с изображением Я. Я. Икауниекса и телескопа Шмидта.

### Публикации
- Пространственное распределение и кинематика углеродных звёзд. — Автореферат диссертации на соискание учёной степени кандидата физико-математических наук, Рига, 1951, 7 стр.
- Исследование звёзд красных гигантов. — Автореферат диссертации на соискание учёной степени доктора физико-математических наук, Москва, 1968, 38 стр.

## Публикации
- «Долгопериодические переменные звезды» (1971);
- «Углеродные звезды» (в соавторстве с З. К. Алксне, 1971).